# Gymnaglossum
Gymnaglossum là một chi thực vật có hoa trong họ Lan.